# تیم ملی فوتبال زنان سورینام
تیم ملی فوتبال زنان سورینام (به انگلیسی: Suriname women's national football team) تیم ملی فوتبال زنان کشور سورینام است که تحت نظارت اتحادیه فوتبال سورینام به فعالیت می‌پردازد.